# Ангел-хранитель (фильм, 2012)
«Ангел-хранитель» (нем. Schutzengel) — немецкий фильм-боевик режиссёра Тиля Швайгера.

## Сюжет
Молодой служащий отеля берёт с собой в номер люкс девушку Нину, которая ему очень симпатична, чтобы показать ей, как живут богачи. Девушка, совсем не думая о последствиях, прихватывает с собой ноутбук постояльцев, но выйти из номера до прихода жильцов они не успевают и прячутся в гардеробной. После недолгих поисков владелец устройства вызывает начальника своей охраны и пока тот поднимается в номер, служащий при попытке вернуть ноутбук на место оказывается замеченным, впадает в панику и получает две пули в грудь.
Постояльцем номера оказывается оружейный барон Томас Бекер — и, чтобы избежать наказания за убийство, он намерен представить произошедшее как действия в целях самообороны. Нина попадает в программу защиты свидетелей, но в команде обвинения есть человек, обязанный Бекеру, он и сообщает местонахождение девушки отряду наёмных убийц. В ходе первой попытки устранения ненужного свидетеля убиты двое полицейских, третий, наиболее опытный из них, бывший солдат KSK Макс Фишер, берёт девушку под свою персональную защиту. Он отказывается верить даже начальнику полиции и требует найти информатора.
После того как Макс вышел из подчинения, его и Нину объявляют в розыск. Выбраться из города им помогает старый друг Макса, с которым они вместе служили, Руди. Тем не менее Максу приходится вернуться в город за лекарством для Нины (у девушки диабет). Пока Макс в отъезде, в дом Руди приходят люди Бекера, Руди успевает по телефону предупредить Макса о незванных гостях, Нина прячется в тайнике. Макс возвращается слишком поздно, Руди убит, Нина в диабетической коме. Макс везёт девушку в больницу. У него пулевое ранение, что вызывает подозрения у медсестры — та вызывает полицию. Звонок перехватывают люди Бекера, в больнице завязывается перестрелка.
Максу и Нине удаётся сбежать, они находят убежище в мотеле. Он совсем плох, Нина настаивает, чтобы он обратился за помощью к своей бывшей девушке — Лили. Получив адрес, Нина везёт почти бесчувственного Макса к Лили, которая оказывается прокурором обвинения по делу Бекера. Лили — это её второе имя, в то время как Нина узнала её под именем Сара. Проведя ночь в квартире Лили, на следующий день они возвращаются в дом Руди, где их снова атакуют бандиты. Макс выводит девушек из дома, указывает куда бежать, а сам остаётся внутри. Бандитов несколько десятков; и к тому времени, как девушки добираются до просёлочной дороги, выстрелы стихают.
Спустя некоторое время Бекер с начальником охраны погибают от взрыва установленной в машине бомбы. Макс звонит информатору и предлагает тому самому выбрать виновного в гибели мафиози, а именно одну из воюющих сторон, приняв во внимание тот факт, что Бекер поставлял оружие и тем, и другим. «Забудьте о нас, и я забуду о Вас» — бросает напоследок Макс. Он выходит из телефонной будки — мы видим, что он находится в Брайтоне — городе, в котором они когда-то с Лили провели целый месяц и планировали купить небольшую гостиницу.
Лили и Нина ждут его у моря на скамейке, Макс присоединяется к ним: они вместе листают рекламный проспект с предложениями недвижимости.

## В ролях
| Актёр            | Роль        |
| ---------------- | ----------- |
| Тиль Швайгер     | Макс Фишер  |
| Луна Швайгер     | Нина        |
| Мориц Бляйбтрой  | Руди        |
| Каролине Шух     | Сара Мюллер |
| Хайнер Лаутербах | Томас Бекер |
| Райнер Бок       | Карл        |
| Ханна Херцшпрунг | Елена       |
| Аксель Штайн     | Лео         |
| Костя Ульман     | Курт        |